# Sylvester Koetsier
Sylvester Koetsier is een personage uit de Nederlandse soapserie Goede tijden, slechte tijden en wordt vertolkt door acteur Johnny de Mol.
Sylvester wordt geboren in Zuid-Afrika en komt in Meerdijk terecht door een uitwisselingsproject met Morris Fischer. Hij komt terecht bij Jef en Barbara Alberts. Charlie ziet haar nieuwe huisgenoot wel zitten, maar Sylvester heeft alleen oog voor de donkere Terra. Sylvesters racistische vader ziet hun relatie echter niet zitten. Om zijn zoon te overtuigen van zijn foute keuze verkracht hij Terra op brute wijze. Daardoor is Sylvester zo boos dat hij het contact met zijn vader voorgoed verbreekt.
Nieuwe problemen komen er als Sylvester zich officieel wil vestigen in Nederland. Daar heeft hij een verblijfsvergunning voor nodig. Daarom vraagt hij of Terra met hem wil trouwen. Dit huwelijk komt onder zware druk te staan als Sylvester zijn middenhandsbeentje breekt. Gefrustreerd door zijn eigen moeilijkheden haalt hij soms uit naar Terra. Uit schuldgevoel naar de uithalen die hij heeft naar Terra besluit hij een liedje te schrijven, met succes. Ze wonen nu gelukkig samen in het buitenland.